# Aleksandr Pokrysjkin
Aleksandr Ivanovitj Pokrysjkin (även Alexander Pokryshkin) född 1913 och död 1985, var ett sovjetiskt flygaräss som sköt ner 59 tyska plan under det andra världskriget. Den 22 juli 1941 lyckades han skjuta ner Reinhard Heydrich, som vid tillfället var officer i Luftwaffe och flög en Messerschmitt Bf109. Pokrysjkins flygplan, en Mig-3, blev också skadat vid tillfället men han kunde återvända till sin flygbas. Heydrich lyckades nödlanda i ingenmansland och blev så småningom upplockad av en tysk patrull. Under vintern 1942–1943 omskolades Pokrysjkin till flygplanstypen Airacobra P-39 i det sovjetiskt-brittsikt kontrollerade Iran. Under våren 1943 deltog han i de stora luftstriderna vid Kuban. Han tilldelades utmärkelsen Sovjetunionens hjälte i april 1943, dubbel Sovjetunionens hjälte i augusti samma år och slutligen tredubbel Sovjetunionens hjälte i augusti 1944. 
Asteroiden 3348 Pokryshkin är uppkallad efter honom.